# Kopermol
De kopermol (Amblysomus hottentotus) is een soort uit de familie van de goudmollen. De wetenschappelijke naam van de soort werd voor het eerst geldig gepubliceerd door Andrew Smith in 1829.

## Voorkomen
De soort komt voor in Zuid-Afrika, Swaziland en Lesotho. De goudmol komt voor in gematigde, subtropische of tropische droge bossen, regenwouden, struikgewas, savanne, grasland, zandige oevers, akkers, weiden, plantages en stedelijke gebieden. 

## Ondersoorten
De kopermol heeft de volgende ondersoorten:
- Amblysomus hottentotus hottentotus (Smith, 1829) – komt voor in de kustregio's van Oost-Kaap, van de monding van de Van Stadens River tot Koning Willemstad en Oos-Londen.
- Amblysomus hottentotus iris Thomas & Schwann, 1905 – komt voor in de noordelijke kustregio van KwaZoeloe-Natal, van St Lucia tot Richardsbaai.
- Amblysomus hottentotus longiceps (Broom, 1907) – komt voor in de Drakensbergen van Oost-Kaap en KwaZoeloe-Natal. Komt ook voor in kleine delen van Lesotho, Vrijstaat en Mpumalanga.
- Amblysomus hottentotus meesteri Bronner, 2000 – komt voor in noordoostelijk Zuid-Afrika, in de staat Mpumalanga, waar hij alleen bekend is uit een klein gebied rond Mariepskop en Graskop.
- Amblysomus hottentotus pondoliae Thomas & Schwann, 1905 – komt voor in het kustgebied van KwaZoeloe-Natal, tussen Durban en Port Edward.

De ondersoort A. hottentotus meesteri is genetisch zeer verschillend van de andere ondersoorten en is mogelijk een aparte soort.